# Bildstock Zappendorf

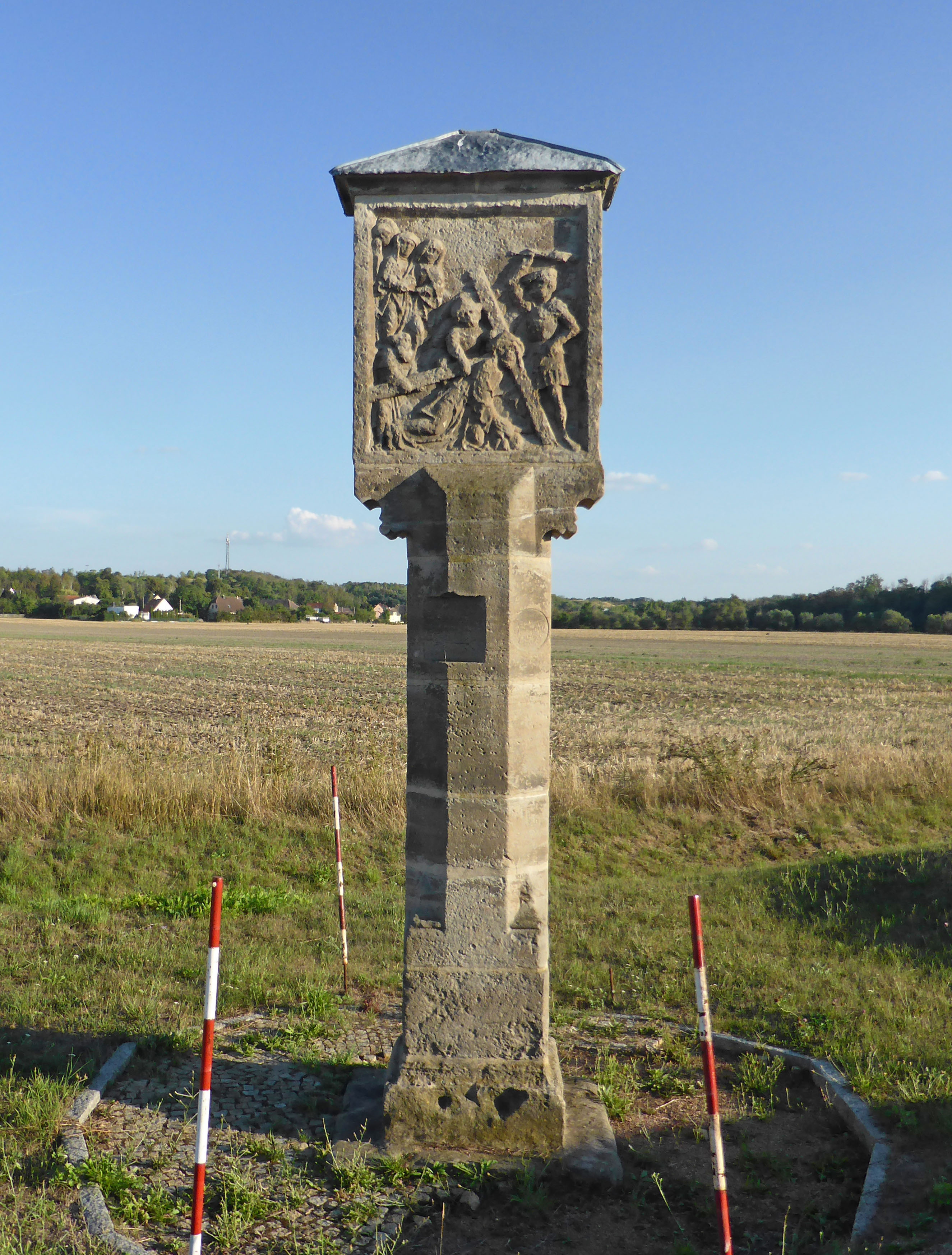
Betsäule Zappendorf (2022)

Der Bildstock Zappendorf oder auch Betsäule Zappendorf ist ein denkmalgeschützter Bildstock im Ortsteil Zappendorf der Gemeinde Salzatal in Sachsen-Anhalt. Im örtlichen Denkmalverzeichnis ist der Bildstock unter der Erfassungsnummer 094 55404 als Baudenkmal verzeichnet.
Der Bildstock wurde 1513 oder 1518, als Erinnerung an den Mord an Nickel Klein, errichtet. Sie steht an der Straße zwischen Zappendorf und Benkendorf direkt neben der Salzatalbrücke. Im Laufe der Zeit sind einige der Inschriften verwittert, wie die Inschrift mit dem Namen des Ermordeten. Im oberen Drittel befinden sich Reliefe. Die Breitseiten zeigen eine Station des Kreuzwegs und eine Kreuzigungsszene. An den schmalen Seiten ist ein Bischof und auf der anderen Seite ein bärtiger Mann zuerkennen. Bei dem Bischof handelt es sich wahrscheinlich um den heiligen Nikolaus von Myra und bei dem bärtigen Mann um den heiligen Bartholomäus.
Vom Landesamt für Archäologie wurde eine Informationstafel aufgestellt.